# Anita Among
Anita Annet Among (sinh ngày 23 tháng 11 năm 1973) là một kế toán viên, luật sư và chính trị gia người Uganda, là thành viên của Nghị viện, đại diện cho Quốc hội phụ nữ quận Bukedea trong quốc hội khóa 10, (2016 182020).

## Bối cảnh và giáo dục
Anita Annet Among sinh ra ở quận Bukedea vào ngày 23 tháng 11 năm 1973. Cô theo học các trường địa phương cho giáo dục tiểu học và trung học. Cô tốt nghiệp Cử nhân Quản trị Kinh doanh, Đại học Makerere năm 2005. Năm 2008, cô được trao bằng Thạc sĩ Quản trị Kinh doanh, cũng tại Đại học Makerere.
Năm 2018, Trong số tốt nghiệp Đại học Quốc tế Kampala, với bằng Cử nhân Luật. Vào thời điểm đó, cô đang trong quá trình đạt được chứng chỉ là Kế toán viên được chứng nhận.

## Sự nghiệp trước chính trị
Từ năm 1998 đến năm 2006, Ms Among làm việc tại Centenary Bank, một trong những ngân hàng thương mại lớn trong nước. Vào thời điểm cô ấy rời đi vào năm 2006, cô đã vươn lên vị trí giám đốc chi nhánh. Trong mười năm trước khi đắc cử vào quốc hội, cô là giảng viên kế toán tại Đại học Quốc tế Kampala.

## Sự nghiệp chính trị
Trong hai chu kỳ bầu cử quốc hội vào năm 2007, khi quận Bukedea được thành lập và năm 2011, Among bị thất bại khi giữ vị trí Đại diện Phụ nữ của Quận trước Rose Akol của Đảng chính trị Phong trào Kháng chiến Quốc gia.